# Grand Prix d'été de saut à ski 1999
Le Grand Prix d'été de saut à ski 1999 est la sixième édition du Grand Prix d'été de saut à ski organisé par la FIS, il fut remporté par l'allemand Sven Hannawald.

## Classement général
| Place | Nom                | Pays      | Points |
| ----- | ------------------ | --------- | ------ |
| 1     | Sven Hannawald     | Allemagne | 332    |
| 2     | Andreas Goldberger | Autriche  | 300    |
| 3     | Janne Ahonen       | Finlande  | 291    |
| 4     | Masahiko Harada    | Japon     | 288    |
| 5     | Andreas Widhoelzl  | Autriche  | 271    |
| 6     | Martin Schmitt     | Allemagne | 234    |
| 7     | Kazuyoshi Funaki   | Japon     | 208    |
| 8     | Hideharu Miyahira  | Japon     | 115    |
| 9     | Tommy Ingebrigtsen | Norvège   | 98     |
| 10    | Wolfgang Loitzl    | Autriche  | 91     |

## Résultats
| Date              | Lieu         | Vainqueur                                                                         | Deuxième                                                                                | Troisième                                                                               |
| 6 août 1999       | Hinterzarten | Allemagne - Sven Hannawald - Martin Schmitt - Christof Duffner - Hansjoerg Jaekle | Japon - Kazuyoshi Funaki - Masahiko Harada - Noriaki Kasai - Jinya Nishikata            | Autriche - Andreas Widhoelzl - Wolfgang Loitzl - Andreas Goldberger - Stefan Horngacher |
| 7 août 1999       | Hinterzarten | Sven Hannawald                                                                    | Janne Ahonen                                                                            | Andreas Goldberger                                                                      |
| 14 août 1999      | Courchevel   | Andreas Widhoelzl                                                                 | Masahiko Harada                                                                         | Andreas Goldberger                                                                      |
| 22 août 1999      | Stams        | Martin Schmitt                                                                    | Masahiko Harada                                                                         | Andreas Goldberger                                                                      |
| 11 septembre 1999 | Courchevel   | Sven Hannawald                                                                    | Janne Ahonen                                                                            | Kazuyoshi Funaki                                                                        |
| 12 septembre 1999 | Hakuba       | Japon - Masahiko Harada - Kazuyoshi Funaki - Hideharu Miyahira - Yuta Watase      | Autriche - Wolfgang Loitzl - Andreas Widhoelzl - Andreas Goldberger - Martin Hoellwarth | Allemagne - Sven Hannawald - Martin Schmitt - Michael Uhrmann - Christof Duffner        |
| 15 septembre 1999 | Hakuba       | Andreas Widhoelzl                                                                 | Andreas Goldberger                                                                      | Masahiko Harada                                                                         |